# Fusell antitancs Tipus 97
El Fusell Automàtic Antitancs Tipus 97 de 20 mm era un fusell semiautomàtic antitancs japonès utilitzat per les tropes de l'Exèrcit Imperial Japonès durant la Segona Guerra sinojaponesa i la Segona Guerra Mundial. Era un fusell acceptable quan es va començar a produir, però amb l'evolució del blindatge dels tancs, aquest fusell va quedar obsolet.

## Desenvolupament
L'Exèrcit Imperial Japonès (IJA, per les seves sigles en anglès: Imperial Japaonese Army) va veure la necessitat de començar a desenvolupar una nova arma antitancs efectiva per a les seves tropes d'infanteria per a poder-se defensar dels tancs de l'Exèrcit Roig durant algunes de les seves escaramusses frontereres a Manxúria a mitjans de la dècada de 1930. El fusell estava dissenyat originalment per a poder penetrar i destrossar els tancs soviètics BT i T-26, i el Model (Tipus) 97 va ser acceptat per al servei en 1937, encara que la seva producció va començar en 1938 per l'Arsenal de Kokura. La seva producció va cesar en 1941, després de la producció de 1.100 fusells. Es van deixar de produir aquests fusells per els grans avenços que hi havien quant a blindatge de carros de combat i altres vehicles blindats, el que va fer la munició de 20 mm obsoleta en lluita contra blindats. Per unes demandes d'emergència, la seva producció va tornar a ser activa, i es van produir 100 fusells més per la Companyai Japonesa d'Acers en 1943, i amb una producció total aproximada d'uns 1.200 fusells.
A vegades s'anomenava aquesta arma com a canó antitancs automàtic, i podia ser carregat per dos homes en qualsevol tipus de terreny. L'arma, en ser semiautomàtica, posseïa una gran cadència de foc. Encara que per,l'altre banda, el retrocès del fusell degut a la enorme bala de 20 mm era molt gran. L'arma podia ser disparada amb una planxa de blindatge protecto, el que incrementava el seu pes a 68 kg. Els canons anti aèris Ho-1 i Ho-3 estaven basats en el Tipus 97.
La seva penetració mitjana de blindatge era de 30 mm a 90° d'inclinació, a una distància aproximada de 250 metres.

## Usos
El fusell antitancs Tipus 97 va veure ús en combat per primera vegada en un combat contra tancs soviètics BT5/7 a la batalla de Khalkhin Gol, en 1939. El fusell va romandre en servei al front durant tota la Segona Guerra Mundial, en tots els fronts del Pacific, sent utilitzada principalment com a arma pesada de suport d'infanteria, des que les bales de 20 mm no eren efectives contra quasi tots els blindats, cap a 1942.
Alguns van ser adaptats per a utilitzar el 20 mm en torretes defensives en bombarders Ki-49 en forma de canons Ho-1, i altres es van posar en servei en els Ki-45 Ko i Ki-45 Hei com a canó frontal de 20 mm en forma del canó Ho-3.